# 강영식 (야구인)
강영식(姜永植, 1981년 6월 17일 ~ )은 전 KBO 리그 롯데 자이언츠의 투수이자, 현 KBO 리그 삼성 라이온즈의 1군 불펜코치이다.

## 선수 시절

### 해태 타이거즈시절
2000년에 2차 2라운드 지명을 받아 입단하였다. 입단 첫 해에 당시 감독이었던 김응용의 총애를 받아 김응용이 2001년 삼성 라이온즈에 부임했을 때 외야수 신동주를 상대로 트레이드돼 고향 팀으로 오게 됐다.

### 삼성 라이온즈시절
2001년에 입단하였다. 권혁에게 주전 좌완 자리를 내줬다. 2002년 한국시리즈 6차전에서 팀이 승리해 우승했던 마지막 경기의 승리 투수가 됐다.
2006년 11월 21일에 신명철을 상대로 롯데 자이언츠에 트레이드됐다.

### 롯데 자이언츠시절
주로 중간 계투로 등판했다. 팀의 좌완 불펜 투수 중 가장 핵심적인 선수로서 2008년, 2009년 시즌 막판 순위 경쟁에서 팀의 포스트시즌 진출에 크게 기여했다.
2008년 64경기에서 6승 2패, 2세이브, 2점대 평균자책점으로 활약해 데뷔 10년 만에 억대 연봉을 받게 됐다. 2010년 시즌 후 첫 FA 자격을 얻었으나 행사하지 않았고, 연봉 3억원에 재계약하며 잔류했다. 이후에도 FA 권리를 행사하지 않다가 2013년 시즌 후 FA를 선언해 4년 총액 17억원(계약금 4억원, 연봉 3억원, 옵션 1억원)의 조건으로 잔류했다.
2015년 10월 4일 kt 위즈와의 시즌 최종전에 등판하며 역대 2번째 9년 연속 시즌 50경기 이상 출장 기록을 달성했다.

## 야구선수 은퇴 후
2018년부터 경찰 야구단의 투수코치로 활동했고, 2019년부터 롯데 자이언츠의 잔류군 재활코치로 활동했다.

## 출신 학교
- 대구칠성초등학교
- 경복중학교
- 대구상업고등학교

## 에피소드
- 2009년 8월 5일 두산전에서 근육통으로 1군 엔트리에서 제외된 장원준을 대신해 선발 등판했는데 이는 삼성 라이온즈 시절 2003년 8월 10일 LG전 이래 6년 만이고, 롯데 자이언츠 이적 후 첫 선발 등판이었다. 이 경기에서 3회까지 무실점, 무안타, 무사사구로 퍼펙트 게임을 했으나 4회에서는 아웃 카운트를 하나도 잡지 못하며 5실점한 후 강판됐다.[6] 결국 이 날 경기에서 3이닝 4피안타, 5실점을 기록하며 패전 투수가 됐다.[7]
- 2010년 9월 7일 넥센 히어로즈와의 경기에서 구원 등판했으나 강병식에게 초구에 홈런을 허용해 강판됐다. 결국 그 홈런이 결승타가 돼 롯데 자이언츠는 1점차로 패배했고, 단 1구만 투구하고 패전 투수가 됐다. 이는 최소 투구 패전 신기록 타이였으며 통산 8번째 기록이었다. 공교롭게도 그는 이 경기 전 가장 최근의 최소 투구 패전을 기록한 선수였다.

## 별명
- 그가 호투하는 날은 MLB의 레전드 투수 랜디 존슨의 이름을 딴 '랜디 영식'이라고 불린다.
- 잘 던지지 못하는 날에는 불펜에서 불을 지른다고 해서 '불영식'이라고 불린다.
- 당시 그의 연봉이었던 3억을 비꼬는 '억삼이'라고 불린다.

## 닮은 꼴
- 조혜련

## 통산 기록
| 연도 | 팀명   | 평균자책점 | 경기 | 승 | 패 | 세 | 홀드 | 완투 | 완봉 | 이닝 | 피안타 | 피홈런 | 4사구 | 탈삼진 | 실점 | 자책점 |
| ---- | ------ | ---------- | ---- | -- | -- | -- | ---- | ---- | ---- | ---- | ------ | ------ | ----- | ------ | ---- | ------ |
| 2000 | 해태   | 6.99       | 17   | 0  | 4  | 0  | 1    | 0    | 0    | 46.1 | 50     | 8      | 27    | 38     | 39   | 36     |
| 2001 | 삼성   | 0.00       | 7    | 0  | 0  | 0  | 0    | 0    | 0    | 4.2  | 6      | 0      | 3     | 1      | 2    | 0      |
| 2002 | 삼성   | 3.79       | 32   | 6  | 3  | 0  | 0    | 0    | 0    | 95   | 83     | 11     | 50    | 88     | 44   | 40     |
| 2003 | 삼성   | 4.22       | 38   | 1  | 2  | 0  | 6    | 0    | 0    | 42.2 | 40     | 3      | 25    | 40     | 20   | 20     |
| 2004 | 삼성   | 6.08       | 23   | 2  | 2  | 1  | 5    | 0    | 0    | 13.1 | 15     | 1      | 8     | 14     | 9    | 9      |
| 2005 | 삼성   | 4.83       | 60   | 0  | 0  | 0  | 7    | 0    | 0    | 31.2 | 26     | 4      | 30    | 37     | 18   | 17     |
| 2006 | 삼성   | 4.65       | 30   | 1  | 0  | 0  | 1    | 0    | 0    | 31   | 21     | 1      | 26    | 35     | 19   | 16     |
| 2007 | 롯데   | 3.86       | 58   | 0  | 0  | 0  | 5    | 0    | 0    | 35   | 27     | 5      | 14    | 39     | 15   | 15     |
| 2008 | 롯데   | 2.88       | 64   | 6  | 2  | 2  | 16   | 0    | 0    | 56.1 | 35     | 6      | 14    | 41     | 21   | 18     |
| 2009 | 롯데   | 4.84       | 54   | 4  | 3  | 2  | 8    | 0    | 0    | 48.1 | 51     | 6      | 29    | 31     | 28   | 26     |
| 2010 | 롯데   | 4.44       | 63   | 3  | 3  | 2  | 7    | 0    | 0    | 53.2 | 50     | 6      | 25    | 58     | 28   | 26     |
| 2011 | 롯데   | 3.51       | 64   | 2  | 1  | 1  | 16   | 0    | 0    | 41   | 35     | 5      | 24    | 39     | 16   | 16     |
| 2012 | 롯데   | 3.89       | 55   | 2  | 0  | 0  | 10   | 0    | 0    | 41.2 | 41     | 2      | 19    | 49     | 19   | 18     |
| 2013 | 롯데   | 3.86       | 55   | 1  | 3  | 1  | 9    | 0    | 0    | 39.2 | 32     | 1      | 21    | 40     | 17   | 17     |
| 2014 | 롯데   | 4.79       | 52   | 2  | 5  | 0  | 14   | 0    | 0    | 47   | 46     | 4      | 26    | 42     | 25   | 25     |
| 2015 | 롯데   | 4.19       | 50   | 2  | 1  | 2  | 6    | 0    | 0    | 38.2 | 40     | 6      | 10    | 46     | 21   | 18     |
| 2016 | 롯데   | 5.40       | 24   | 0  | 2  | 0  | 5    | 0    | 0    | 11.2 | 13     | 2      | 9     | 11     | 8    | 7      |
| 2017 | 롯데   | 3.86       | 4    | 0  | 1  | 0  | 0    | 0    | 0    | 2.1  | 4      | 0      | 1     | 2      | 2    | 1      |
| 통산 | 18시즌 | 4.31       | 750  | 32 | 32 | 11 | 116  | 0    | 0    | 679  | 615    | 71     | 361   | 651    | 351  | 325    |